# Spoorlijn 155
Spoorlijn 155 was een Belgische spoorlijn van Marbehan via Ethe, Virton, Harnoncourt naar Lamorteau en Frankrijk.

## Huidige toestand
- sectie Marbehan - Croix-Rouge bleef in dienst tot juni 2016 voor goederenverkeer (houtbedrijf in Croix-Rouge en bottelarij Valvert via lijn 289). Aansluiting in het station van Marbehan is echter opgebroken.
- sectie Croix-Rouge - Virton is opgebroken. Op de bedding is een RAVeL fiets- en wandelpad aangelegd in beton van Croix-Rouge tot Ethe (8,5 Km).
- sectie Harnoncourt - Franse grens opgebroken, tussen Harnoncourt en station Lamorteau heraangelegd als fiets- en wandelpad.

## Aansluitingen
In de volgende plaatsen is of was er een aansluiting op de volgende spoorlijnen:
Marbehan
Spoorlijn 162 tussen Namen en Sterpenich
Y Saint-Lambert
Spoorlijn 289 tussen Y Saint-Lambert en Zoning Gantaufet
Virton
Spoorlijn 166 tussen Bertrix en Athus
Lamorteau
RFN 201 000, spoorlijn tussen Montmédy en Écouviez